# أدريان باربر
أدريان باربر (بالإنجليزية: Adrian Barber)‏ هو منتج أسطوانات وملحن وعازف قيثارة بريطاني، ولد في 13 نوفمبر 1938.

## وصلات خارجية
- أدريان باربر على موقع ميوزك برينز (الإنجليزية)
- أدريان باربر على موقع أول ميوزيك (الإنجليزية)
- أدريان باربر على موقع ديسكوغز (الإنجليزية)